# 秋田トヨタ自動車
秋田トヨタ自動車株式会社（あきたトヨタじどうしゃ）とは、秋田市に本店を置く、トヨタ自動車のトヨタ店である。また、秋田県におけるレクサスの取扱店。

## 概要
トヨタカローラ青森の子会社。トヨタ系ディーラーとしては、秋田県最大手。かつては、旭北錦町に本社と山王店を置いていたが、中古車専業店・パルスクエア(現・新国道マイカーセンター)の所在地に、泉新国道店と本社を設置し、現在に至る。
トヨタカローラ青森の関連会社であるオフィス21が、店舗併設の大型書店・ブックスモア5店を県内で展開している。

## 沿革
- 1947年
  - 1月14日 - 秋田トヨタ自動車販売株式会社[2]。として設立。
  - 2月1日 - 営業を開始[3]。
- 1950年4月 - 秋田トヨタ自動車株式会社に商号変更[2]。
- 1978年 - 秋田市旭北錦町に本社新社屋完成[2]。
- 2003年8月 - 秋田トヨタ自動車からトヨタL&F秋田が分離設立。
- 2005年8月 - 秋田市川尻町に「レクサス秋田」オープン[3]。
- 2008年1月4日 - 本社を秋田市旭北錦町から、同市泉中央に新築、移転[4]。
- 2010年7月 - トヨタカローラ青森株式会社が筆頭株主となる。
- 2020年
  - 5月 - トヨタ車全車種の併売化。
  - 8月 - 秋田市川尻町に「臨海店」オープン。

## 拠点

### 新車拠点

#### 秋田市内
- 泉新国道店（PiPitを設置）
- 追分店
- 仁井田店
- 臨海店

#### 県北
- 大館店
- 鹿角店
- 鷹巣店
- 能代店
- 潟上店 メルシティ潟上に立地[5]。
  - 以前は、男鹿にも店舗が存在したが、合理化で廃止・閉鎖された。

#### 県南
- 横手店
- 本荘店
- にかほ店
- 角館店[6]
- 大曲店
- 湯沢店

### 中古車拠点
- 新国道マイカーセンター 
  - 以前は大館市にも中古車拠点店が存在したが、閉鎖された。

### その他
- レクサス秋田
- テクノクラフト中央（板金塗装工場）
- 法人営業部

## 秋田県内のトヨタ車販売会社
- ネッツトヨタ秋田
- トヨタカローラ秋田
- 秋田トヨペット